# Condado de Boone (Iowa)
O Condado de Boone é um dos 99 condados do estado norte-americano de Iowa. A sede do condado é Boone, que é também a sua maior cidade. O condado tem uma área de 1487 km² (dos quais 5 km² estão cobertos por água), uma população de 26 306 habitantes, e uma densidade populacional de 18 hab/km² (segundo o censo nacional de 2010). O condado foi fundado em 1846 e recebeu o seu nome em honra do capitão Nathan Boone, filho de Daniel Boone, pioneiro que estabeleceu o Wilderness Trail e fundou a cidade de Boonesborough, no Kentucky.